# Bacúšske sedlo
Przełęcz Bacuska (słow. Bacúšske sedlo – 1319 m) – przełęcz w Niżnych Tatrach w Centralnych Karpatach Zachodnich na Słowacji.
Przełęcz leży na zachód od Havraniej poľany (1400 m) i na wschód od Czertowicy, w głównym grzbiecie Niżnych Tatr, na Szlaku Bohaterów Słowackiego Powstania Narodowego. Jej nazwa pochodzi od pobliskiej wsi Bacúch, położonej na południe od przełęczy.

## Szlaki turystyczne
Na przełęcz można się dostać dwoma szlakami:
  szlakiem z Czertowicy (4,8 km, ok. 1 h 15') – Szlak Bohaterów Słowackiego Powstania Narodowego
  szlakiem z Bacúcha (11,5 km)